# أسنان (شاخنات)
أسنان (بالفارسية: اسنان) هي مستوطنة تقع في إيران في قسم شاخنات الريفي. يقدر عدد سكانها بـ 298 نسمة .